# Cour Cadet
La cour Cadet est un espace vert du 9e arrondissement de Paris, en France.

## Situation et accès
Le jardin est accessible par le numéro 9 de la rue Cadet, l'hôtel Cromot, ancien hôtel particulier construit par Jules-David Cromot de Bourg.

## Historique

Autres vues
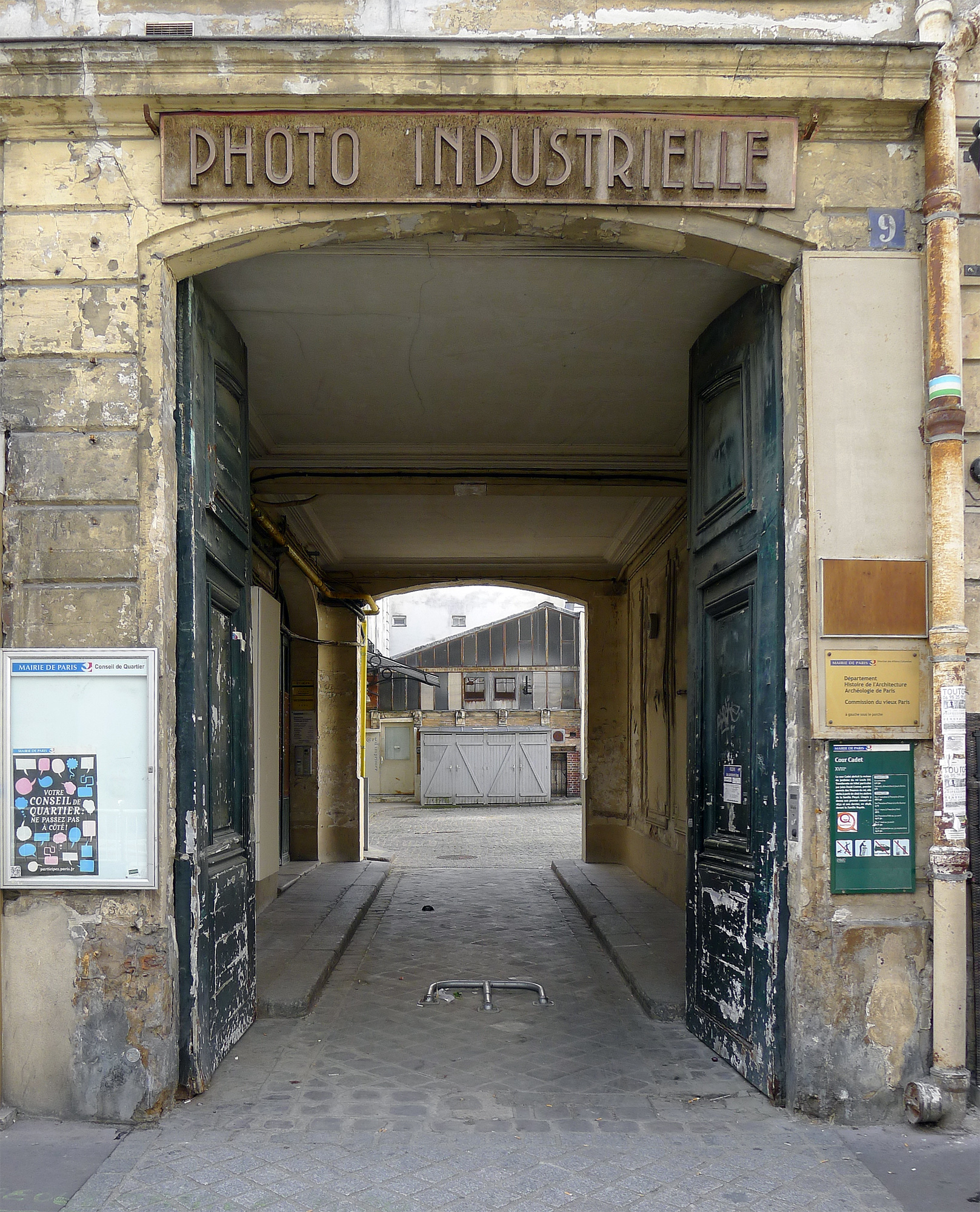
Entrée de la cour Cadet au n°9 de la rue éponyme.
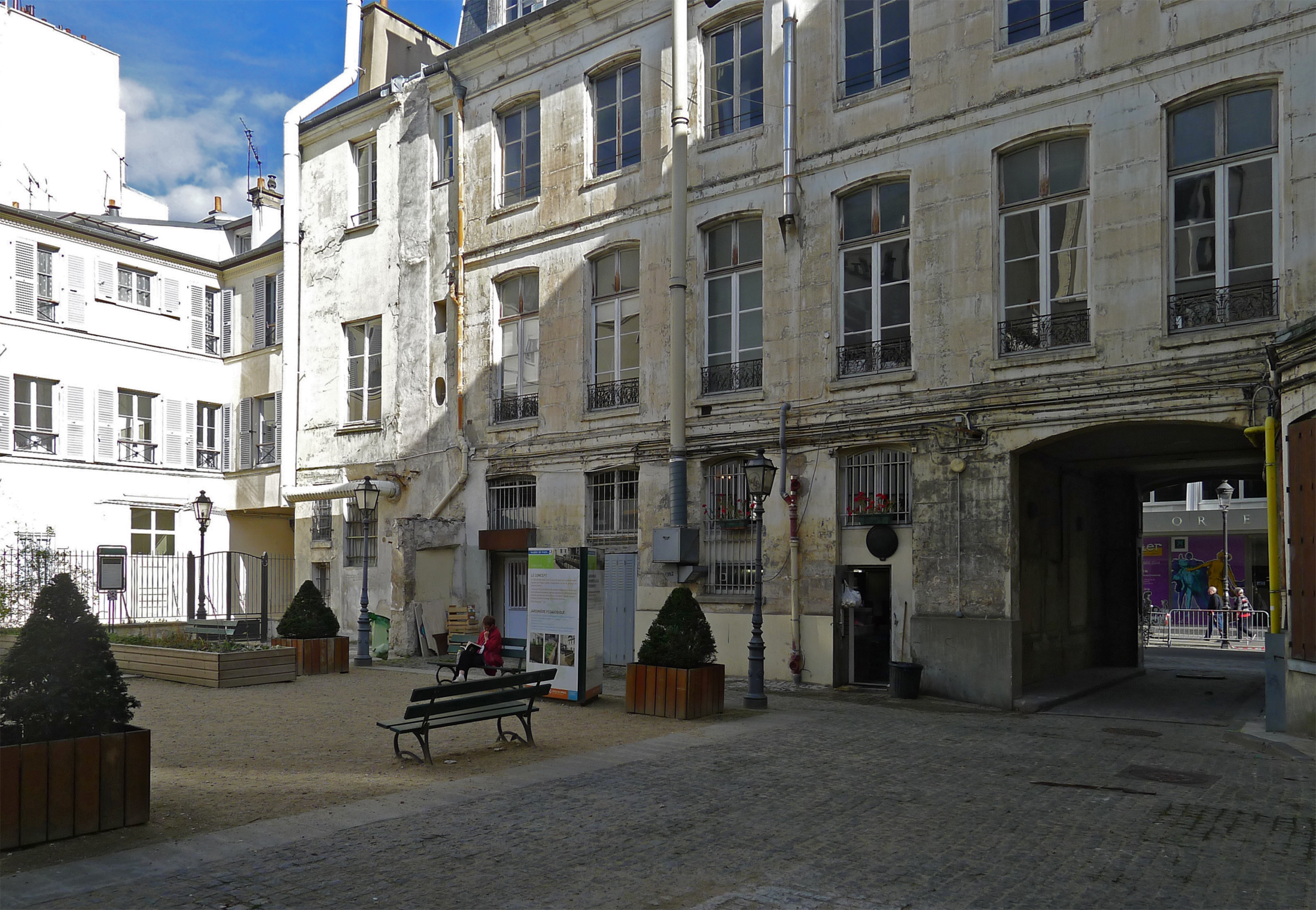
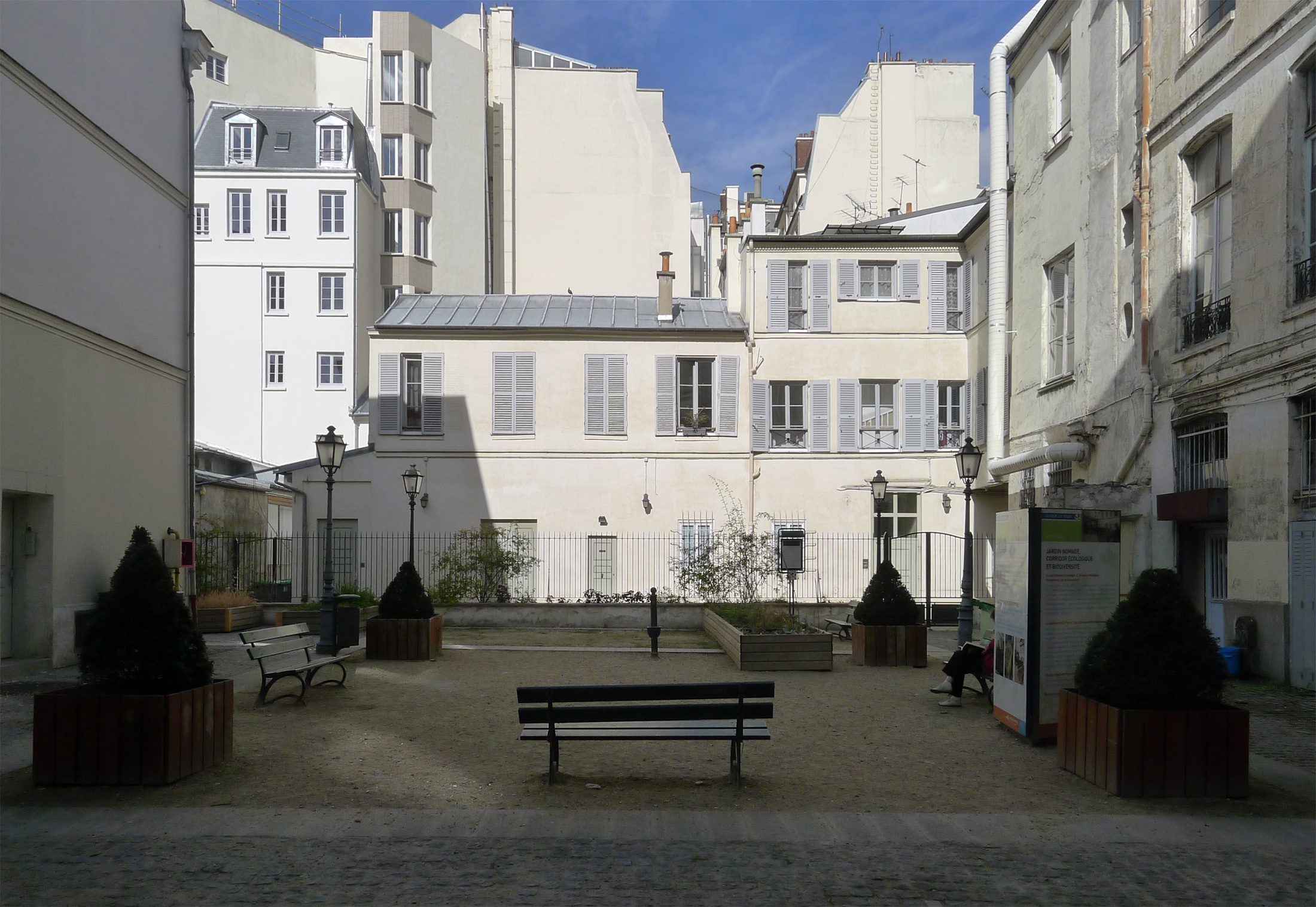